# Yana Vaynzof
Yana Vaynzof (hebräisch יאנה ויינזוף; * 2. Dezember 1981 in Taschkent, Usbekistan, Sowjetunion) ist eine israelische Physikerin und Elektroingenieurin und seit Januar 2023 Direktorin des Instituts für neuartige Elektroniktechnologien (IET) des Leibniz-Instituts für Festkörper- und Werkstoffforschung (IFW) in Dresden. Sie ist außerdem Professorin und Lehrstuhlinhaberin an der Technischen Universität Dresden.

## Werdegang
Die in Taschkent geborene Vaynzof emigrierte 1991 nach Israel. Dort erwarb sie 2006 einen Bachelor-Abschluss am Technion in Haifa. Den Master absolvierte sie an der Universität Princeton in den Vereinigten Staaten. 2011 wurde sie bei Richard Henry Friend am Cavendish-Laboratorium der Universität Cambridge in Großbritannien promoviert. Danach arbeitete sie dort als Post-Doktorandin mit dem Schwerpunkt Photoemissionsspektroskopie an optoelektronischen Bauteilen. 2014 ging sie als Juniorprofessorin für Physikalische Grundlagen der Organischen Elektronik an das Kirchhoff-Institut für Physik der Universität Heidelberg. 2019 erhielt sie dann eine W2-Professur für Organische Elektronik an der Universität Heidelberg. Im Oktober desselben Jahres wechselte Vaynzof an die Universität Dresden, wo sie eine Professur für Neuartige Elektronentechnologien erhielt.
Seit Januar 2023 ist sie Direktorin des Instituts für Neuartige Elektroniktechnologien am Leibniz-Institut für Festkörper- und Werkstoffforschung (IFW) in Dresden.

## Auszeichnungen und Familie
Yana Vaynzof erhielt mehrere Preise und Auszeichnungen, wie unter anderem im Jahr 2016 den ERC Starting und 2022 den Consolidator Grant. Den Fulbright-Cotrell-Award erhielt sie 2018 und den Walter-Kalkhof-Rose-Gedächtnispreis im selben Jahr. Sie ist seit 2022 Fellow of the Royal Society of Chemistry (FRSC).
Sie ist verheiratet und hat zwei Kinder.

## Publikationen (Auswahl)
- Ran Ji, Zongbao Zhang, Yvonne J Hofstetter, Robin Buschbeck, Christian Hänisch, Fabian Paulus, Yana Vaynzof: Perovskite phase heterojunction solar cells. In: Nature Energy. 2022, Band 7, S. 1170–1179 doi:10.1038/s41560-022-01154-y
- Alexander B. Taylor, Qing Sun, Katelyn P. Goetz, Qingzhi An, Tim Schramm, Yvonne J. Hofstetter, M. Litterst, Fabian Paulus, Yana Vaynzof: A general approach to high-efficiency perovskite solar cells by any antisolvent. In: Nature Communications. 2021, Band 12, Nummer 1 doi:10.1038/s41467-021-22049-8.
- Vincent Lami, Yvonne J. Hofstetter, Julian F. Butscher, Yana Vaynzof: Energy Level Alignment in Ternary Organic Solar Cells. In: Advanced electronic materials. 2020, Band 6, Nummer 8, S. 2000213 doi:10.1002/aelm.202000213.
- Qingzhi An, Qing Sun, Andreas Weu, David Becker-Koch, Fabian Paulus, Sebastian Arndt, Fabian Stuck, A. Stephen K. Hashmi, Nir Tessler, Yana Vaynzof: Enhancing the Open‐Circuit Voltage of Perovskite Solar Cells by up to 120 mV Using π‐Extended Phosphoniumfluorene Electrolytes as Hole Blocking Layers. In: Advanced Energy Materials. 2019, Band 9, Nummer 33, S. 1901257 doi:10.1002/aenm.201901257.
- Andreas Weu, Joshua A. Kress, Fabian Paulus, David Becker-Koch, Vincent Lami, Artem A. Bakulin, Yana Vaynzof: Oxygen-Induced Doping as a Degradation Mechanism in Highly Efficient Organic Solar Cells. In: ACS applied energy materials. 2019, Band 2, Nummer 3, S. 1943–1950 doi:10.1021/acsaem.8b02049.
- Paul Fassl, Simon Ternes, Vincent Lami, Yuriy Zakharko, Daniel Heimfarth, Paul E. Hopkinson, Fabian Paulus, Alexander B. Taylor, Jana Zaumseil, Yana Vaynzof: Effect of Crystal Grain Orientation on the Rate of Ionic Transport in Perovskite Polycrystalline Thin Films. In: ACS Applied Materials & Interfaces. 2019, Band 11, Nummer 2, S. 2490–2499 doi:10.1021/acsami.8b16460.
- Paul Fassl, Vincent Lami, Alexandra R. Bausch, Zhiping Wang, Matthew T. Klug, Henry J. Snaith, Yana Vaynzof: Fractional deviations in precursor stoichiometry dictate the properties, performance and stability of perovskite photovoltaic devices. In: Energy and Environmental Science. 2018, Band 11, Nummer 12, S. 3380–3391 doi:10.1039/C8EE01136B.
- Carsten Hinzmann, Osnat Magen, Yvonne J. Hofstetter, Paul E. Hopkinson, Nir Tessler, Yana Vaynzof: Effect of Injection Layer Sub-Bandgap States on Electron Injection in Organic Light-Emitting Diodes. In: ACS Applied Materials & Interfaces. 2017, Band 9, Nummer 7, S. 6220–6227 doi:10.1021/acsami.6b14594.
- Olympia Pachoumi, Artem A. Bakulin, Aditya Sadhanala, Henning Sirringhaus, Richard H. Friend, Yana Vaynzof: Improved Performance of ZnO/Polymer Hybrid Photovoltaic Devices by Combining Metal Oxide Doping and Interfacial Modification. In: Journal of Physical Chemistry C. 2014, Band 118, Nummer 33, S. 18945–18950 doi:10.1021/jp506266f.
- Yana Vaynzof, Dinesh Kabra, Thomas Brenner, Henning Sirringhaus, Richard H. Friend: Recent Advances in Hybrid Optoelectronics. In: Israel Journal of Chemistry. 2012, Band 52, Nummer 6, S. 496–517 doi:10.1002/ijch.201100108.
- Yana Vaynzof, Artem A. Bakulin, Simon Gélinas, Richard H. Friend: Direct Observation of Photoinduced Bound Charge-Pair States at an Organic-Inorganic Semiconductor Interface. In: Physical Review Letters. 2012, Band 108, Nummer 24 doi:10.1103/PhysRevLett.108.246605.
- Yana Vaynzof, Thomas Brenner, Dinesh Kabra, Henning Sirringhaus, Richard H. Friend: Compositional and Morphological Studies of Polythiophene/Polyflorene Blends in Inverted Architecture Hybrid Solar Cells. In: Advanced Functional Materials. 2012, Band 22, Nummer 11, S. 2418–2424 doi:10.1002/adfm.201103008.
- Yana Vaynzof, Dinesh Kabra, Lay-Lay Chua, Richard H. Friend: Improved electron injection in poly(9,9′-dioctylfluorene)- co-benzothiodiazole via cesium carbonate by means of coannealing. In: Applied Physics Letters. 2011, Band 98, Nummer 11, S. 113306 doi:10.1063/1.3564903.
- Yana Vaynzof, Dinesh Kabra, Lihong Zhao, Lay-Lay Chua, Ullrich Steiner, Richard H. Friend: Surface-Directed Spinodal Decomposition in Poly[3-hexylthiophene] and C61-Butyric Acid Methyl Ester Blends. In: ACS Nano. 2011, Band 5, Nummer 1, S. 329–336 doi:10.1021/nn102899g.
- Yana Vaynzof, Dinesh Kabra, Lihong Zhao, Peter Ho, Andrew T. S. Wee, Richard H. Friend: Improved photoinduced charge carriers separation in organic-inorganic hybrid photovoltaic devices. In: Applied Physics Letters. 2010, Band 97, Nummer 3, S. 033309 doi:10.1063/1.3464973.
- Yana Vaynzof, Yevgeni Preezant, Nir Tessler: Current voltage relation of amorphous materials based pn diodes—the effect of degeneracy in organic polymers/molecules. In: Journal of Applied Physics. 2009, Band 106, Nummer 8, S. 084503 doi:10.1063/1.3245283.